# 大安寺 (奈良市)
大安寺（だいあんじ）是位在日本奈良縣奈良市的高野山真言宗寺院。山號「熊凝山」（くまごりさん）。本尊十一面觀音、傳說開基（創立者）為聖德太子。南都七大寺之一，早期曾是三論宗的寺院，在奈良時代（平城京）至平安時代前半是與東大寺、興福寺並稱的大寺。

## 關連項目
- 八幡神社 - 鎮守神

## 外部連結
- 大安寺